# Некрасов Іван Степанович
Іван Степанович Некрасов (1836, Москва, Росія — 3 листопада 1895, Швейцарія) – вчений-славіст, дослідник історії давньоруської літератури, декан історико-філологічного факультету (з 1874 р.), ректор Новоросійського університету з 1890 по 1895). Доктор словесності (1873), професор (1873).

## Життєпис
Народився у 1836 р. у Москві у родині священника. Навчався на історико-філологічному факультеті Московського університету. У 1859 р. закінчив університет зі ступенем кандидата.
За випускну роботу «История Псковского княжества», яку рецензував С. М. Соловйов, був удостоєний золотої медалі. Після цього працює викладачем російської словесності кадетського корпусу та 4-ї Московської гімназії, протягом двох років домашнім учителем дітей герц. Лейхтенберзького в Італії. Пізніше І. С. Некрасов досліджує давньоруську літературу по рукописах бібліотек Москви та Троїце-Сергієвої Лаври.
17 жовтня 1867 р. його обрано членом-кореспондентом Московського археологічного товариства. Після складання магістерського іспиту І. С. Некрасова Радою Новоросійського університету обрано на посаду доцента та завідувача кафедри російської словесності, на початку 1868 р. приступає до читання лекційних курсів.
8 лютого 1870 р. захистив магістерську дисертацію, яка досліджувала народження літератури у Північній Русі, в Новоросійському університеті. На початку 1873 р. — докторську дисертацію, присвячену «Домострою», в Московському університеті.
У лютому 1873 р. був обраний ординарним професором по кафедрі російської словесності, у жовтні 1874 р. — деканом історико-філологічного факультету, яким керував майже двадцять років. З 1890 р. до самої смерті — ректор Новоросійського університету.
Помер він після тяжкої та тривалої хвороби 3 листопада 1895 р. у Швейцарії.

## Наукова діяльність
Вчений цікавився переважно таким жанром як житіє святих. Його праці про давньоруську агіографію, видані у 60-70-х роках XIX ст., зберегли наукову цінність досьогодні. Пояснюється це тим, що в них були поставлені гострі методологічні проблеми. Однією з них була проблема достовірності фактів, яку намагався розв'язати і такий видатний історик як В. О. Ключевський. І. С. Некрасов виходив з того, що житіє святого це передовсім літературна пам'ятка, в якій, на відміну від літопису, збереглися лише «окремі факти».
Вирішуючи проблему достовірності, вчений виявив цілком зрозумілу обережність. Дослідник бачив своє завдання насамперед у визначенні найбільш достовірної редакції житія. Такою він вважав редакцію пам'ятки, написану «народною», а не церковно-слов‘янською мовою. Сучасні текстологічні дослідження підтвердили його правоту, а не В. О. Ключевського. І. С. Некрасов читав курси історії російської літератури різних періодів — від XI ст. до сучасної, історії російської мови, російської палеографії, діалектології, спецкурси про Лаврентіївський літопис, про твори Карамзіна, Пушкіна тощо. 

## Наукові праці вченого
- Зарождение национальной литературы в Северной Руси / И. С. Некрасов // Зап. имп. Новорос. ун-та. — 1870. — Т. 4. — С. 1-173.
- Пахомий Серб писатель XV века / И. С. Некрасов // Зап. имп. Новорос. ун-та. — 1871. — Т. 6. — С. 1-99.
- Опыт историко-литературного исследования о происхождении древнерусского Домостроя / И. С. Некрасов. — М., 1873. — 184 с.
- О значении Пушкина в истории русской литературы / И. С. Некрасов // Зап. имп. Новорос. ун-та. — 1887. — Т. 45, унив. летопись. — С. 5-14.
- О значении Лермонтова и Гоголя в истории русской литературы / И. С. Некрасов // Зап. имп. Новорос. ун-та. — 1888. — Т. 66. — С. 35-72.
- Пермские письмена в рукописях XV века / И. С. Некрасов // Зап. имп. Новорос. ун-та. — 1890. — Т. 51, ч. ученая. — С. 249—254.
- Сказание о явлении иконы Оновецкой Богоматери / И. С. Некрасов // Зап. имп. Новорос. ун-та. — 1894. — Т. 62, ч. ученая. — С. 181—194.